# Risk II
Risk II è un videogioco di strategia a turni sviluppato da Deep Red Games e pubblicato da MicroProse nel 2000, sviluppato sia per Windows che per macOS.
È una fedele trasposizione su computer della versione statunitense del gioco da tavolo di guerra RisiKo!, chiamata Risk.

## Modalità di gioco
Le differenze principali con la versione italiana sono:
- in difesa si possono usare al massimo 2 dadi, contro i tre dell'attacco
- i rinforzi sono sempre un minimo di 3 armate, indipendentemente dal numero di territori posseduti

Ci sono altre piccole varianti ma sono opzionali, ad esempio si possono aggiungere nuovi territori al tabellone, come la Nuova Zelanda.
A differenza del gioco da tavolo che ne prevede fino a 6, sono ammessi fino a 8 giocatori per partita.
Il gioco propone una vasta gamma di modalità e diversi giocatori virtuali programmati con stili di gioco differenti.
Ad esempio, vi è la possibilità di creare un campionato e inoltre vi è una modalità di gioco chiamata same time ("contemporanea") che permette di effettuare contemporaneamente le mosse di tutti i giocatori, decise precedentemente in segreto. Si può anche giocare in multiplayer.

## Estetica
I nomi degli avversari sono quelli di generali vissuti tra il XVII e il XVIII secolo: Campbell, MacKenzie, Wellington, Bonaparte, Marmont, Barbacena, d'Erlon, Maransin, Solignac, Sherbrooke, Aubert, Spencer, Taupin, Freire, Vauban, e Baird.
L'aspetto grafico è curato e anche sulla presentazione del tabellone ci sono molte opzioni a disposizione: la mappa può essere zoomata, i territori possono essere colorati in base a diverse caratteristiche (appartenenza, numero di armate, numero di avversari confinanti...). Le battaglie possono essere visualizzate come animazioni ingrandite, mostrando fanti, cavalleria e cannoni di età napoleonica che vengono abbattuti man mano che i dadi rotolano.
Il tema musicale principale è l'Ouverture 1812.

## Gioco online
Originariamente il gioco online avveniva tramite l'ausilio di MSN Gaming Zone. Tuttavia dal 31 gennaio 2006 Risk II non è più supportato. Oggi per giocare online occorre servirsi di servizi online analoghi a MSN Gaming Zone. Per Microsoft Windows è possibile utilizzare Tunngle.